# Tito Madi
Chauki Maddi, connu comme Tito Madi (Pirajuí, 1929, – Rio de Janeiro, 2018), est un chanteur et compositeur brésilien qui connut un succès relatif au cours des années 1950 et 1960 en tant qu'interprète et compositeur de samba-canções.
Il a été enregistré par plusieurs artistes à l'intérieur et à l'extérieur de la bossa nova et reste encore aujourd'hui dans les mémoires comme un compositeur important dans la carrière de plusieurs chanteurs, tels que Roberto Carlos et Wilson Simonal.
Compositeur de la génération pré-bossa nova, il a eu une influence sur le mouvement, avec des chansons de samba-canções harmonisées modernes telles que Cansei de Ilusões, Sonho e Saudade, Carinho e Amor, Fracassos de Amor, Gauchinha Bem-Querer, Não Diz Não, Balanço Zona Sul et son plus grand succès, Chove Lá Fora.

## Discographie
Liste établie d'après Aguiar.

### 78 tours
- 1954 - Pirajuí / Não Digo Não
- 1955 - Eu e Você / Vem Felicidade
- 1955 - Faz Tanto Tempo / Canto do Engraxate
- 1956 - A Saudade Apertou / Senhorita
- 1957 - Chove Lá Fora / Gauchinha Bem Querer
- 1957 - Se Todos Fossem Iguais a Você / Quero-te Assim
- 1958 - Duas Contas / E a Chuva Passou
- 1958 - Fracassos de Amor / Olha-me, Diga-me
- 1959 - Cansei de Ilusões / Fui Procurar Distração
- 1959 - Fumaças nos Olhos / Rio Triste
- 1959 - Minha Canção de Amor / Pela Rua
- 1959 - Menina Moça / Carinho e Amor
- 1960 - Sonho e Saudade / Quando a Esperança Vai Embora
- 1960 - Chorou, Chorou / É Fácil Dizer Adeus
- 1961 - A Menina Sonha Azul / Ai de Mim

### Studio
- 1957 - Chove lá Fora
- 1957 - A Saudade Mata a Gente
- 1958 - Sua Voz... Suas Composições
- 1959 - Encontro no Sábado - Um LP para Namorados
- 1959 - Quero-te Assim
- 1959 - ...E a Chuva Continua
- 1960 - Carinho e Amor
- 1960 - Canção dos Olhos Tristes
- 1960 - Romance
- 1961 - Sonho e Esperança
- 1963 - Amor e Paz
- 1963 - Grandes Interpretações
- 1964 - De Amor se Fala
- 1966 - Balanço Zona Sul e outros Sucessos
- 1968 - Em Nova Dimensão
- 1971 - A Fossa
- 1972 - A Fossa Volume 2
- 1973 - A Fossa Volume 3
- 1974 - Canção de Amor - A Fossa Volume 4
- 1976 - Carinho e Amor
- 1987 - Quem É da Noite, Canta
- 1988 - Tempo de Amar
- 1992 - Samba Canção - Série Academia Brasileira de Música - Volume VII
- 1995 - Tito Madi
- 2000 - Bis Cantores de Rádio - Tito Madi Disco 1
- 2001 - Ilhas Cristais
- 2002 - Balanço Zona Sul e Outros Sucessos
- 2015 - Quero te Dizer que te Amo

### En concert
- 1985 - Tito Madi na Intimidade - Ao Vivo no Inverno & Verão

### Compilation
- 1975 - Dois na Fossa - Maysa & Tito Madi

## Filmographie
Liste établie d'après Aguiar.
- 1960 - Amor para Três
- 1961 - Briga, Mulher e Samba
- 1970 - O Donzelo
- 1987 - Besame Mucho